# 第8回ネバダ映画批評家協会賞
第8回ネバダ映画批評家協会賞は2018年の映画を対象としており、2018年12月19日に発表された。

## 受賞一覧

### 作品賞
- 『グリーンブック』（ピーター・ファレリー監督）

### 監督賞
- スパイク・リー - 『ブラック・クランズマン』

### 主演男優賞
- クリスチャン・ベール - 『バイス』

### 主演女優賞
- ニコール・キッドマン - 『ストレイ・ドッグ』
- トニ・コレット - 『ヘレディタリー/継承』

### 助演男優賞
- リチャード・E・グラント - 『ある女流作家の罪と罰』

### 助演女優賞
- レイチェル・ワイズ - 『女王陛下のお気に入り』

### 脚本賞
- トニー・マクナマラ、デボラ・デイヴィス - 『女王陛下のお気に入り』

### 脚色賞
- ライアン・クーグラー、ジョー・ロバート・コール - 『ブラックパンサー』

### 撮影賞
- アルフォンソ・キュアロン - 『ROMA/ローマ』

### アニメーション映画賞
- 『犬ヶ島』

### ドキュメンタリー映画賞
- 『ミスター・ロジャースのご近所さんになろう』

### 視覚効果賞
- 『アベンジャーズ/インフィニティ・ウォー』

### 美術賞
- 『女王陛下のお気に入り』